# Jean-François de La Pérouse
Jean François Galaup, conde de La Pérouse (o de Lapérouse) (cercanías de Albi, 23 de agosto de 1741 - 1788) fue un marino francés. La expedición naval alrededor del mundo que él dirigía desapareció por completo en 1788 en Vanikoro, islas Salomón.

## Biografía
Jean François Galaup se enroló en la marina en 1756. Durante su periodo escolar en Brest, se vio envuelto, aún con 17 años, en los conflictos marítimos de la guerra de los Siete Años contra Inglaterra a lo largo de América del Norte, en especial en la isla de Terranova y en el río San Lorenzo, así como en las Antillas. A los 18 años, fue herido y hecho prisionero durante la Batalla de los Cardenales, cerca de Quiberon, que libraron el mariscal de Conflans y el almirante Hawke. Tras otra serie de actividades en la costa francesa, permaneció durante cinco años en la isla Mauricio (entonces Isla de Francia), y llevó a cabo distintas misiones en las islas cercanas.
Se le encargó la dirección de dos viajes a la India como comandante del Seine. Allí conocerá a la que será su esposa, Éléonore Broudou, una joven criolla de origen modesto. De vuelta a Francia en 1777, se le nombró teniente de navío y recibió como recompensa el nombramiento de caballero de la Orden de San Luis, por haber salvado Mahé de los asaltantes indios.
Volvió a participar en las luchas contra los ingleses con motivo de la independencia de lo que luego serían los Estados Unidos. Luchó en las Antillas y en la península del Labrador (expedición de la bahía de Hudson). En esos combates demostró su valor marítimo y militar, al capturar dos fuertes británicos. Con 39 años se le nombró capitán de navío, debido a su brillante trayectoria en esta guerra. Se casó con Eléonore Broudou en 1783, a pesar de las objeciones de su padre, y se fueron a vivir a Albi.

### La expedición de circunnavegación
Tras el tratado de París, el ministro de Marina de Castries y el rey Luis XVI le seleccionaron para dirigir una expedición alrededor del mundo, cuyo objetivo era completar los descubrimientos llevados a cabo por James Cook en el océano Pacífico. La expedición, que constaba de 220 hombres, deja Brest en agosto de 1785 con dos navíos, la Boussole y l'Astrolabe, barcos mercantes de 500 toneladas remodelados como fragatas para esta ocasión.
Entre los participantes en la expedición, había numerosos científicos: un astrónomo, un médico, tres naturalistas, un matemático, tres dibujantes e incluso sacerdotes que contaban con una formación técnica. La expedición tenía numerosos objetivos: geográficos, científicos, etnológicos, económicos (prospección de las posibilidades de caza de ballenas o recolección de pieles), pero también tenía objetivos políticos y pretendía establecer bases francesas o de cooperación colonial con los aliados españoles (en las islas Filipinas).
Así pues, lo que se le propuso, fue un programa de exploración planetario en el Pacífico Norte y en el Pacífico Sur, incluyendo las costas de Extremo Oriente y de Australia. 

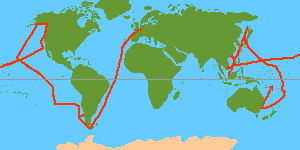
Mapa del recorrido de la expedición de La Perouse

La expedición rodeó el cabo de Hornos, realizó un informe sobre la colonia española de Chile y pasó por las islas de Pascua y de Hawái, navegó hasta Alaska, en donde La Pérouse desembarcó cerca del monte San Elías a finales de junio de 1786 y exploró los alrededores. Una barca y dos chalupas que transportaban 21 hombres se perdieron en las violentas corrientes de la bahía bautizada por La Pérouse como Puerto de los Franceses (hoy bahía Lituya). Luego, visitó la española Monterrey (California), en donde examinó las misiones franciscanas y elaboró notas críticas en lo relativo al trato a los amerindios.
Volvió a atravesar el Pacífico, dirigiéndose a Macao, en donde vendió las pieles que había comprado en Alaska, repartiendo los beneficios con su tripulación. El año siguiente, tras una visita a Manila, se dirigió hacia la costa noreste de Asia. Descubrió las islas Quelquepart (Jeju-do), que sólo habían sido visitadas una vez por Europeos, un grupo de holandeses que habían naufragado en 1635. Visitó la península de Corea, yendo después a Oku-Yeso (isla de Sajalín), donde descubrió la Isla Moneron.
Los habitantes de Hokkaidō le enseñaron un mapa, pero no fue capaz de encontrar el estrecho y puso rumbo al norte hacia la península de Kamchatka, a la que llegó en septiembre de 1787. Recibió instrucciones de París por medio de Barthélemy de Lesseps, vicecónsul de Francia en Kronstadt y tío del constructor del canal de Suez, para hacer un informe sobre la colonización de Australia.
Se detuvo luego en Samoa. Inmediatamente antes de su partida, los samoanos atacaron a sus hombres y dieron muerte a doce de ellos, entre los que estaba el segundo oficial de la expedición, Fleuriot de Langle, comandante de L'Astrolabe. Navegó a continuación hacia la bahía Botanique, en Sídney, donde llegó el 26 de enero de 1788, en el mismo momento en el que el capitán Arthur Phillip transfería la colonia en Port Jackson. Los británicos lo recibieron cortésmente, pero no pudieron proporcionarle alimento, ya que no disponían de recursos.
Entregó sus diarios y sus cartas para que fueran enviadas a Europa, y consiguió madera y agua fresca. Partió hacia Nueva Caledonia, las Islas Santa Cruz, las islas Salomón, el archipiélago de las Luisiadas y las costas del oeste y sur de Australia. No se le volvió a ver, ni a él ni a ninguno de sus hombres.

## Búsqueda de los restos de la expedición

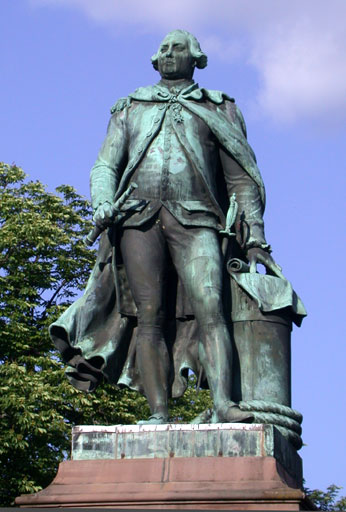
Estatua de Jean François Galaup, Conde de La Pérouse, en Albi (Tarn).

En mayo de 2005, se identificó oficialmente los restos que se habían encontrado cerca de Vanikoro (islas Salomón) en 1827 primero y luego en 1964, como los de la Boussole y l'Astrolabe. Un sextante que se encontró en uno de los restos llevaba la inscripción "Mercier" en una placa latón; el inventario de la Boussole indicaba la presencia de un sextante, que había proporcionado la Academia Real de Marina y que había sido fabricado por "sieur Mercier". Además, se habían descubierto restos de campamentos en la isla, y la tradición oral autóctona parece haber conservado la noción de un naufragio contemporáneo al de La Pérouse.

## Legado

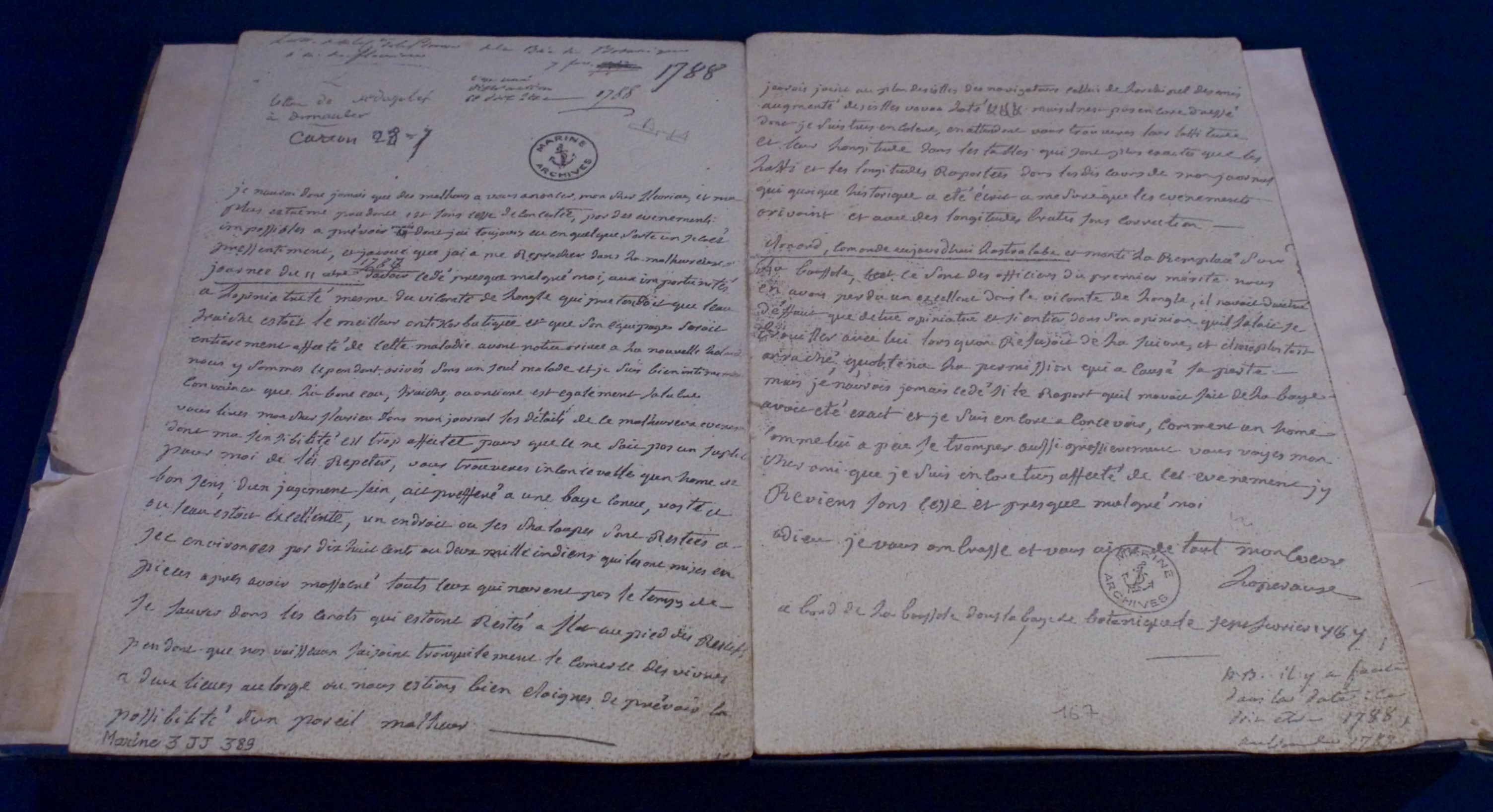
Última carta de La Perouse en 1788

- La asociación Lapérousse en Albi, Francia cuenta con un museo consagrado a su vida marítima y sus viajes.
- El Museo Laperouse en  Sídney (Australia) examina la expedición de Jean-François de Galaup, conde de Lapérouse a través del Pacífico entre 1787 y 1788. La colección contiene 300 objetos, 30 grabados y 50 fotografías.
- El botánico Jacques Labillardière escribió un libro sobre el viaje, publicado en París en 1800 comoRelation du Voyage à la Recherche de la Pérouse.
- En el libro Veinte mil leguas de viaje submarino de Julio Verne el nombre de Lapérouse es mencionado.

## Eponimia
- El Estrecho de La Pérouse
- El cráter lunar La Pérouse, que también lleva este nombre en su memoria.[1]
- El asteroide (13560) La Perouse.
- una Bahía en Isla de Pascua
- Un vecindario a 14 km al sureste de Sídney.
- En French Frigate Shoals hay un peñasco llamado La Perouse

## Bibliografía

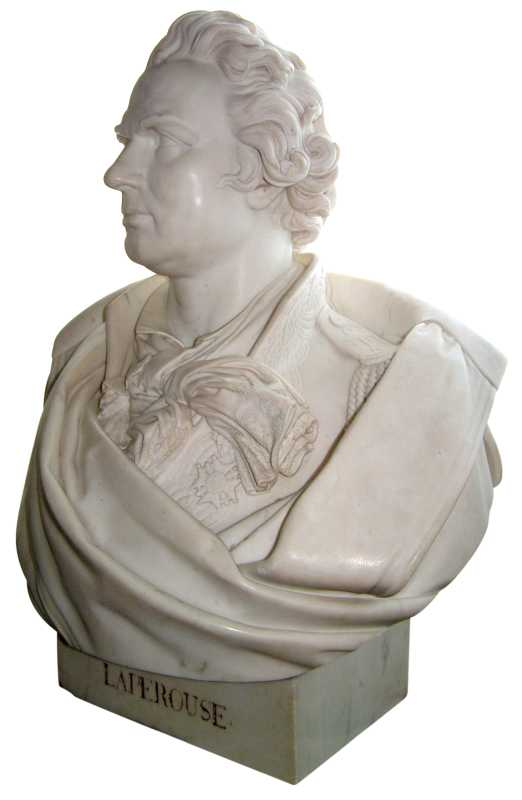
Busto de La Pérouse, obra de François Rude (1828).